# Martin XO-4
Martin XO-4 (Model 71) byl návrh společnosti Glenn L. Martin v období 20. let 20. století na jednomotorový dvoumístný pozorovací dvouplošník, který měl pohánět motor Wright T-3 Tornado. Návrh byl reakcí na oběžník 2453 USAAS. Nebyl vyroben ani prototyp, který měl nést sériové číslo 23-1255, neboť zakázka byla zrušena vojenským letectvem Armády Spojených států.